# 2. SS-Panzer-Division "Das Reich"

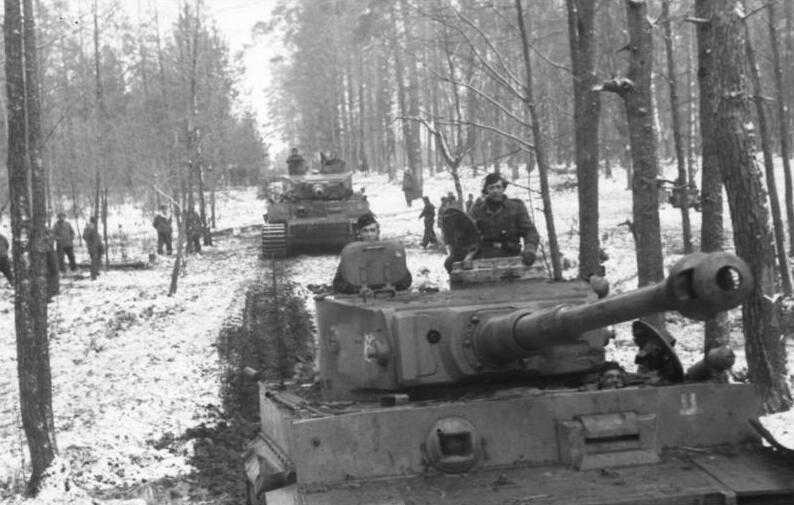
Stridsvagn Tiger I från Division "Das Reich", Ryssland, december 1943.

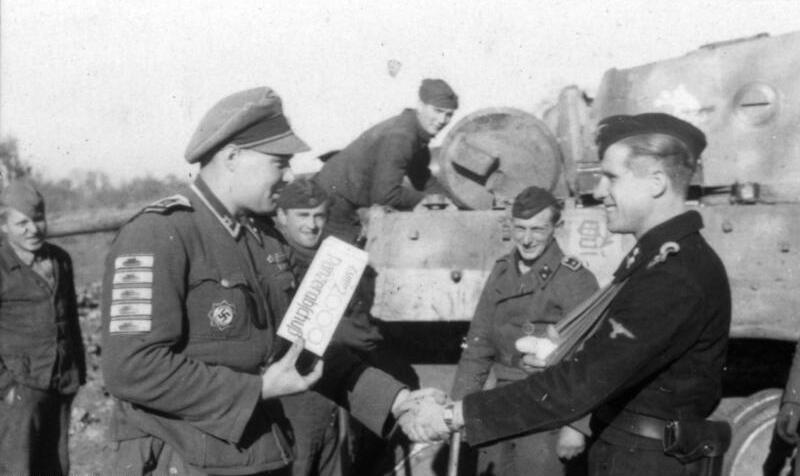
Personal från Division "Das Reich" lyckönskas sedan divisionen förstört 2 000 ryska stridsvagnar, Ryssland, november 1943.

Denna artikel behandlar den tyska 2. SS-Panzer-Division Das Reich. Se även tidningen Das Reich
2. SS-Panzer-Division Das Reich ("Riket"). Ofta benämnd "Das Reich" eller "DR", var en tysk pansardivision i Waffen-SS.

## Formering och grunder
Divisionen hade sina rötter i Politische Bereitschaften, politiska specialgrupper som etablerades under tidigt 1930-tal; dessa hade till uppgift att förtrycka politiska motståndare med våld. Dessa grupper utgjorde embryot till den väpnade delen av SS och kom att kallas SS-Verfügungstruppen, SS-trupper till förfogande, namnet förkortades vanligtvis till SS-VT. Vid tiden för annekteringen av Österrike i mars 1938 bestod SS-VT av tre SS-Standarte, regementen, vilka fick namnen:
- Deutschland
- Germania
- Der Führer

De utbildades och utrustades som mekaniserat infanteri. Regementena deltog som enskilda enheter i invasionen av Polen. Efter invasionen fick Himmler Wehrmachts medgivande att sammanföra de tre regementena till en SS-division, som fick namnet SS-Division Verfügungstruppe.
| Namn                                  | datum |
| ------------------------------------- | ----- |
| SS-Division Verfügungstruppe          | 1940  |
| SS-Division Deutschland               | 1940  |
| SS-Division (mot) Reich               | 1940  |
| SS-Division (mot) Das Reich           | 1942  |
| SS-Panzergrenadier-Division Das Reich | 1942  |
| 2. SS-Panzer-Division Das Reich       | 1943  |

## Slag
Divisionen sattes in under fälttågen i Frankrike 1940, på Balkan 1941, under Operation Barbarossa 1941 och på östfronten 1942–1944 (bland annat under motoffensiven vid Charkov 1943 samt vid Kursk). Mot slutet av andra världskriget deltog divisionen vid striderna i Normandie 1944, under Ardenneroffensiven 1944 samt under tyskarnas sista offensiv på östfronten 1945, Operation Frühlingserwachen.
Divisionen förövade grova krigsförbrytelser i Frankrike, se Oradour-sur-Glane.

## Befälhavare
- Gruppenführer Paul Hausser: 19 oktober 1939 – 14 oktober 1941
- Brigadeführer Wilhelm Bittrich: 14 oktober 1941 – 31 december 1941
- Gruppenführer Matthias Kleinheisterkamp: 31 december 1941 – 19 april 1942
- Gruppenführer Georg Keppler: 19 april 1942 – 10 februari 1943
- Brigadeführer Hebert-Ernst Vahl: 10 februari 1943 – 18 mars 1943
- Oberführer Kurt Brasack: 18 mars 1943 – 29 mars 1943
- Obergruppenführer Walter Krüger: 29 mars 1943 – 23 oktober 1943
- Brigadeführer Heinz Lammerding: 23 oktober 1943 – 24 juli 1944
- Standartenführer Christian Tychsen: 24 juli 1944 – 28 juli 1944
- Oberführer Otto Baum: 28 juli 1944 – 23 oktober 1944
- Brigadeführer Heinz Lammerding: 23 oktober 1944 – 20 januari 1945
- Standartenführer Karl Kreutz: 20 januari 1945 – 29 januari 1945
- Gruppenführer Werner Ostendorff: 29 januari 1945 – 9 mars 1945
- Standartenführer Rudolf Lehmann: 9 mars 1945 – 13 april 1945
- Standartenführer Karl Kreutz: 13 april 1945 – 8 maj 1945